# Кириченко, Вадим Никитович
Вади́м Ники́тович Кириче́нко (2 февраля 1931 — 10 ноября 2000) — советский российский учёный, государственный деятель, председатель Госкомстата СССР (1989—1992), доктор экономических наук (1974), профессор.

## Биография
С 1953 г. после окончания МГУ им. Ломоносова работал на преподавательской работе:
- с 1954 г. — аспирант, с 1957 г. — ассистент, старший преподаватель кафедры политэкономии Московского государственного университета,
- 1961—1966 гг. — старший научный сотрудник,
- 1966 −1975 гг. — заместитель директора по научной работе,
- 1975—1986 гг. — директор Научно-исследовательского экономического института при Госплане СССР.

В 1972—1986 гг. член Комитета ООН по планированию развития.
В 1987 г.—1989 гг. руководил Экономическим отделом Управления делами Совета Министров СССР.
С 17 июля 1989 по 1 апреля 1991 гг. — председатель Госкомстата СССР.
С 1 апреля по 28 августа 1991 г. — председатель Госкомстата СССР — министр СССР (и. о. до 26 ноября 1991).
В 1992—1994 гг. — заместитель председателя Государственного комитета Российской Федерации по экономическому сотрудничеству с государствами — членами Содружества.
В 1994—1997 гг. — начальник управления сводно-аналитических проблем Министерства по сотрудничеству с государствами-участниками СНГ.
С 1997 г. — заведующий кафедрой государственного регулирования национальной экономики Государственного университета управления.
Сын — Никита (1965—2003), журналист, один из основателей журналов «Коммерсантъ-Weekly» и «Эксперт».
Похоронен на Кузьминском кладбище.

### Деятельность в АЭНПД России
В 1989 г. вместе с Ректором Всесоюзной Академии внешней торговли, проф. А. И. Долговым; бывшим сотрудником Комитета ООН А. Ф. Жерноклеевым создали Академию экономических наук и предпринимательской деятельности (АЭНПД) России, заручившись поддержкой лауреата Премии памяти Альфреда Нобеля по экономике 1973 г., директора Института экономического анализа Нью-Йоркского Университета Василия Васильевича Леонтьева, который согласился стать первым Почетным членом Академии ЭНиПД России.
В 1989—1999 гг. — первый Президент Академии экономических наук и предпринимательской деятельности России. Данное научное общественное объединение сотрудничало с известными в мире учёными экономистами (Adolf J.H. Enthoven, Stanley R. Johnson, Csaba Csaki, Werner Popp, Holger J. Formgren, Chan Young Bang, Jin J. Boddewyn, Patrice Gerald, Mishel Le Sage -были избраны почётными членами АЭНПД).
В 1999 г. был избран Президентом уже международного научного общественного объединения «Академия экономических наук и предпринимательской деятельности» (АЭНПД), в которое была реорганизована Академия ЭНиПД России благодаря регистрации Министерством юстиции Украины Азовского отделения Академии ЭНиПД России.
В 1999 г. он поддержал на общем собрании Академии экономических наук и предпринимательской деятельности выдвижение цикла работ «Основные теоретико-методологические проблемы преодоления системных кризисов» (№ Гос.рег.47) учёных и практиков Донбасса, Волыни и Крыма на Государственную Премию Украины в области науки и техники, высоко оценив открытие Закона Сохранения Труда, создание Северокрымской экспериментальной экономической зоны «Сиваш», работу Еврорегиона «Буг», проекты создания Еврорегиона «Азовский Регион» и Мариупольско-Бердянской области — «Приазовский Край», а также ряд обоснованных закономерностей по интеллектуализации труда. Им была поддержана инициатива Азовского отделения АЭНПД о подготовке диссертационных работ на почётное академическое звание «доктор коммерции» с оценкой их по трехуровневой рейтинговой шкале и утвердждено специальное положение. В 1995-98 гг. Президиум АЭНПД России по результатам общественной научной аттестации в Мариуполе (Украина)утвердил 9 специальных вкладышей в дипломы «докторов коммерции» АЭНПД.
В последние годы возглавлял кафедру Государственного университета управления и активно поддерживал проведение Международных научных конференций экономистов в Форосе-Ялте, которые проводились при финансовой поддержке Европейского союза; в 1999 г. он направил специальное приветствие участникам ежегодной — ставшей традиционной конференции в Форосе. Он тогда же одобрил и проведение теоретико-методологического международного семинара «Проблемы преодоления системных кризисов» в ИНТЕРНЕТе (www.chat.ru/-iescr) Институтом экономико-социокультурных исследований (ДНЦ Академии наук Украины).

## Награды и звания
Награждён орденами ордена Трудового Красного Знамени, «Знак Почёта», медалями.
Заслуженный деятель науки РСФСР.

## Сочинения
- Долгосрочный план развития народного хозяйства СССР. Вопросы методологии разработки. — М. : Экономика, 1974. — 262 с. : ил.
- Рыночная трансформация экономики: теория и опыт. — М. : ГУУ, 2000. — 118 с. : табл. — ISBN 5-215-01164-8